# Benther Berg-Terrassen

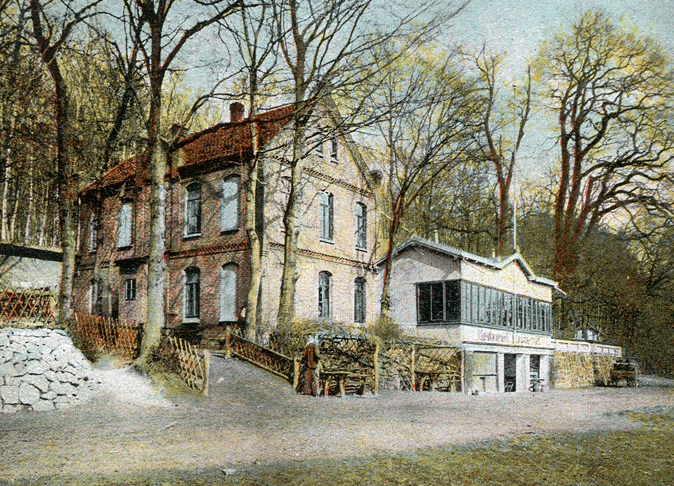
Die Benther Berg-Terrassen um 1900 mit Glasveranda, damals unter der Bezeichnung Restaurant Erichs Ruh

Die Benther Berg-Terrassen waren ein Restaurant und eine Ausflugsgaststätte bei Benthe in Niedersachsen. Der Gastronomiebetrieb ging auf einen um 1860 am Benther Berg entstandenen Getränkestand unter der Bezeichnung Erichs Ruh zurück. Die Benther Berg-Terrassen zählten lange zu den attraktivsten Ausflugszielen im Umland von Hannover, wie auch das Berggasthaus Niedersachsen und das Waldschlösschen auf dem Gehrdener Berg. Nach dem Niedergang in den 1970er Jahren kam es 1974 zur Schließung und 1975 zur Zerstörung durch einen gelegten Brand.

## Geschichte
Schon 1558 gab es in Benthe einen Krug, der später Alter Dorfkrug genannt wurde. Im 19. Jahrhundert entstand daraus die Gaststätte Sieben Trappen als Haltestelle für Postkutschen. Vom Dorf Benthe führt ein Natursteinweg zum Benther Berg hinauf, der aus dem 18. Jahrhundert stammen soll. Am Weg in Höhe eines Picknickplatzes der hannoverschen Fürstengesellschaft eröffnete Ernst Rehbock um 1860 einen Getränkestand. 1879 erbaute er dort sein Wohnhaus mit Gasträumen und einem Saal. Das Restaurant wurde Erichs Ruh benannt, was auf einer Vereinbarung im Pachtvertrag mit dem Grundeigentümer Erich von Lenthe beruhte. Mitten über das Grundstück führte der Northener Kirchweg als altes Recht, den die Bewohner aus Northen benutzten, um zur Kirche in Ronnenberg zu gelangen.
Wegen des zunehmenden Besucherdrangs wurden die Gasträume 1894 um eine Glasveranda erweitert. Der Benther Berg entwickelte sich Ende des 19. Jahrhunderts zu einem beliebten Ausflugsziel, vor allem für die Bewohner aus dem Westen der nahe gelegenen Großstadt Hannover. Die Anreise erleichterte die 1896 entstandene Überlandstrecke der Hannoverschen Straßenbahn AG in Richtung Gehrden, die durch den Benther Ortsteil Sieben Trappen verlief. 1913 ließ Christian Rehbock, der Sohn und Erbe des Gründers, einen Erweiterungsanbau errichten. Ab 1925 verpachtete er Erichs Ruh und 1929 kam es zum Verkauf an den hannoverschen Gastronomen Hermann Werner. Geschäftsführer wurde dessen Sohn Ernst Werner, der durch Umbauten die Anzahl der Sitzplätze stark erhöhte und eine von unten beleuchtete Tanzfläche errichtete.

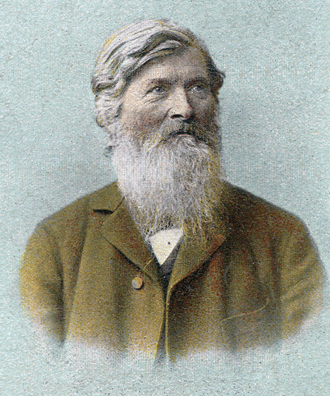
Ernst Rehbock, der Gründer von Erichs Ruh, um 1900
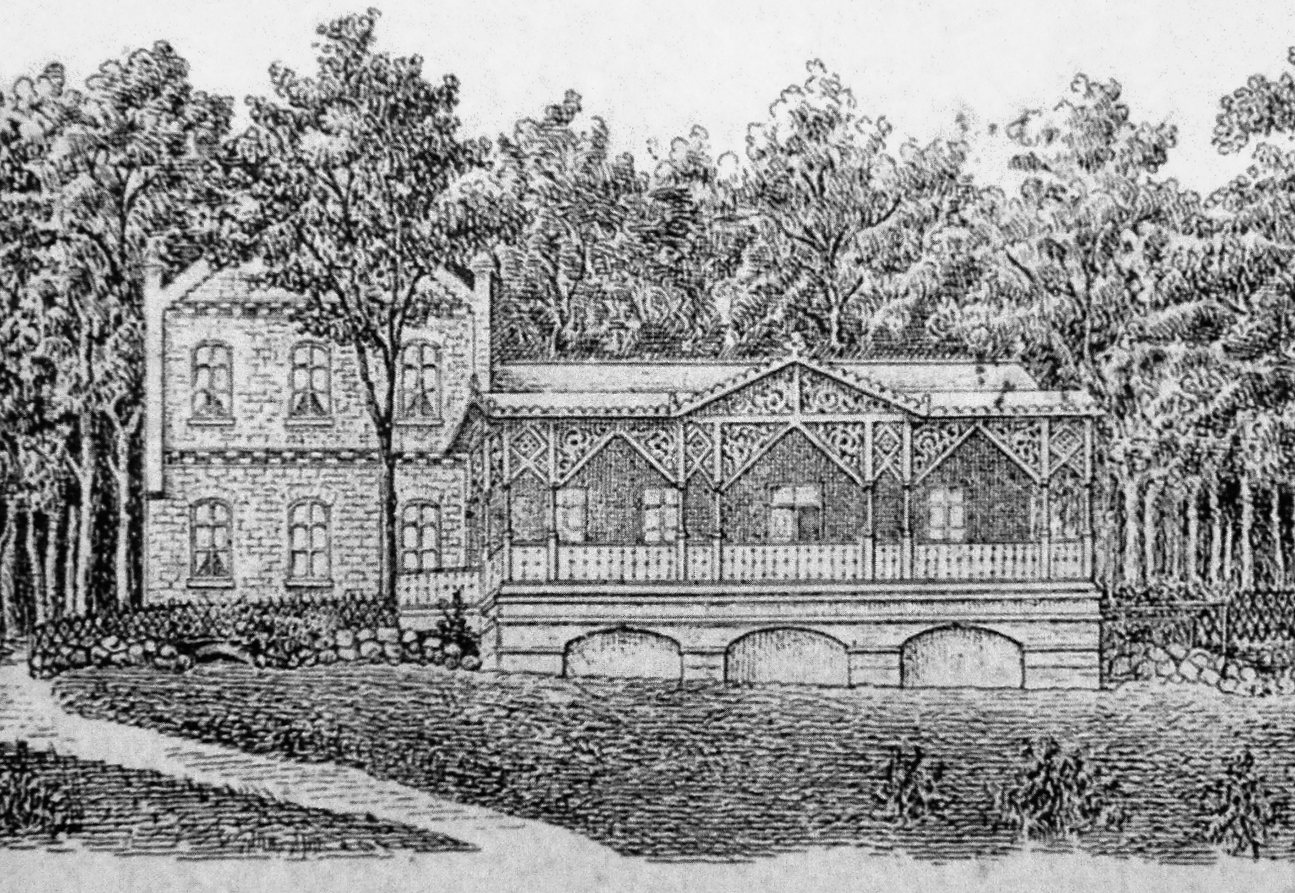
Erichs Ruh als Zeichnung, 1894
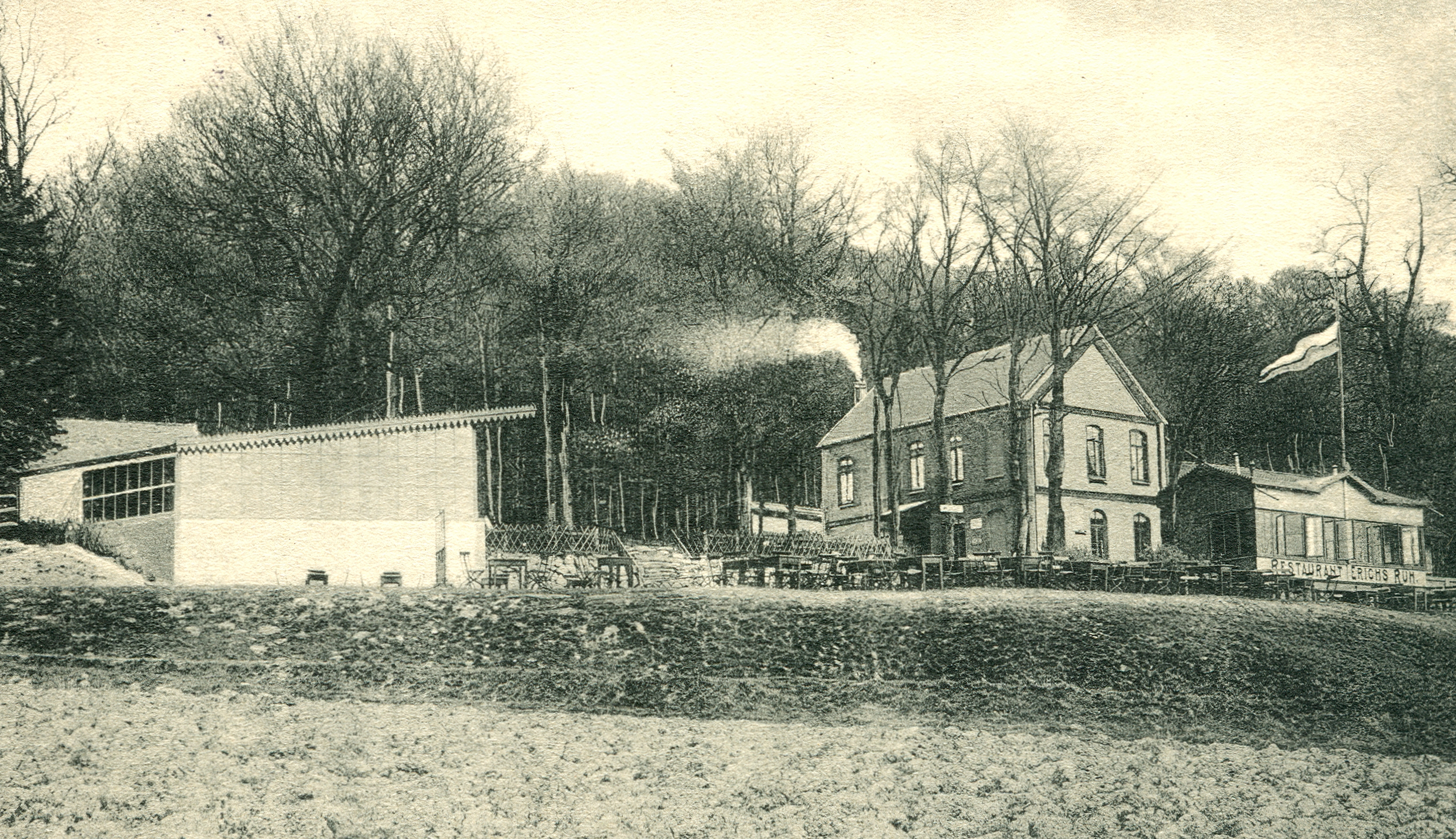
Erichs Ruh um 1900

Im Zweiten Weltkrieg wurde Erichs Ruh ab 1943 zum Lazarett. Wegen der zunehmenden Luftangriffe trieben Bergleute des nahe gelegenen Kaliwerk Empelde unter dem Restaurantparkplatz einen Tunnel in den Berg. Er diente bei Fliegeralarm als Luftschutzraum für die Patienten und das Lazarettpersonal. Nach Kriegsende richtete die britische Militärregierung im Gebäude ein Heim für Waisenkinder von Heimatvertriebenen ein. Nach der Wiedereröffnung des Restaurants 1948 setzte der Ausflugsverkehr in früherer Stärke wieder ein, wenn auch mit Mangelerscheinungen wegen der Kriegsfolgen. In dieser Zeit erfolgte die Umbenennung in Benther Berg-Terrassen, die über 1.500 Sitzgelegenheiten im Freien und rund 750 Sitzplätze im Inneren verfügten. Viele Familienfeste und Hochzeiten wurden auf dem Benther Berg gefeiert. Studentenverbindungen der Tierärztlichen und der Technischen Hochschule Hannover nutzen die Gaststätte Anfang der 1950er Jahre für Mensuren, was zu dieser Zeit ein Verstoß gegen eine alliierte Kontrollratsdirektive darstellte.
In den 1950er und 1960er Jahren folgte unter Geschäftsführer Erich Schmidbauer ein weiterer Aufschwung, unter anderem durch Besucher der Hannover-Messe. In den 1970er Jahren sanken die Gästezahlen und es folgte der Niedergang. Zurückgeführt wird er auf schärfere Gesetze gegen Alkohol am Steuer sowie veränderte Lebensgewohnheiten durch Rundfunk und Fernsehen. 1974 kam es zur Schließung und das Gebäude wurde zum Kauf angeboten. In dieser Zeit war das leerstehende Gebäude von Vandalismus und mehrfach von Brandlegungen betroffen. Ende 1975 zerstörte ein von Unbekannten gelegter Brand die Benther Berg-Terrassen trotz eines Löscheinsatzes der Feuerwehr. Erst 1989 wurde die Brandruine eingeebnet. Bis heute (2021) sind auf dem Gelände, das unter Wald liegt, umfangreiche Baureste, wie Stützmauern und Treppen, vorhanden. 2021 wird das Gelände mit den Ruinenresten für eine mehrwöchige Installation eines Künstlers aus Wien im Rahmen eines Klangkunstfestivals genutzt.

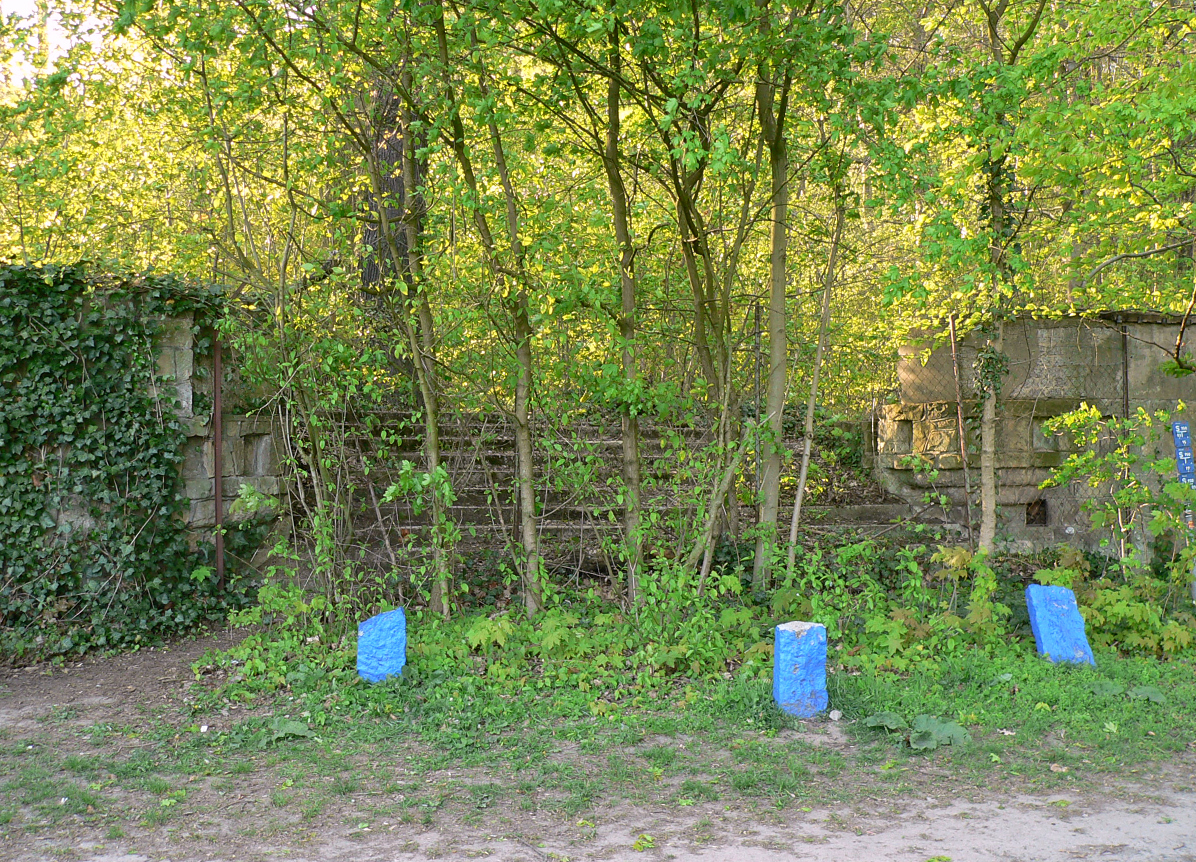
Zugewucherter Treppenaufgang zur Gaststätte, davor blaue Farbmarkierungen des Grünen Rings
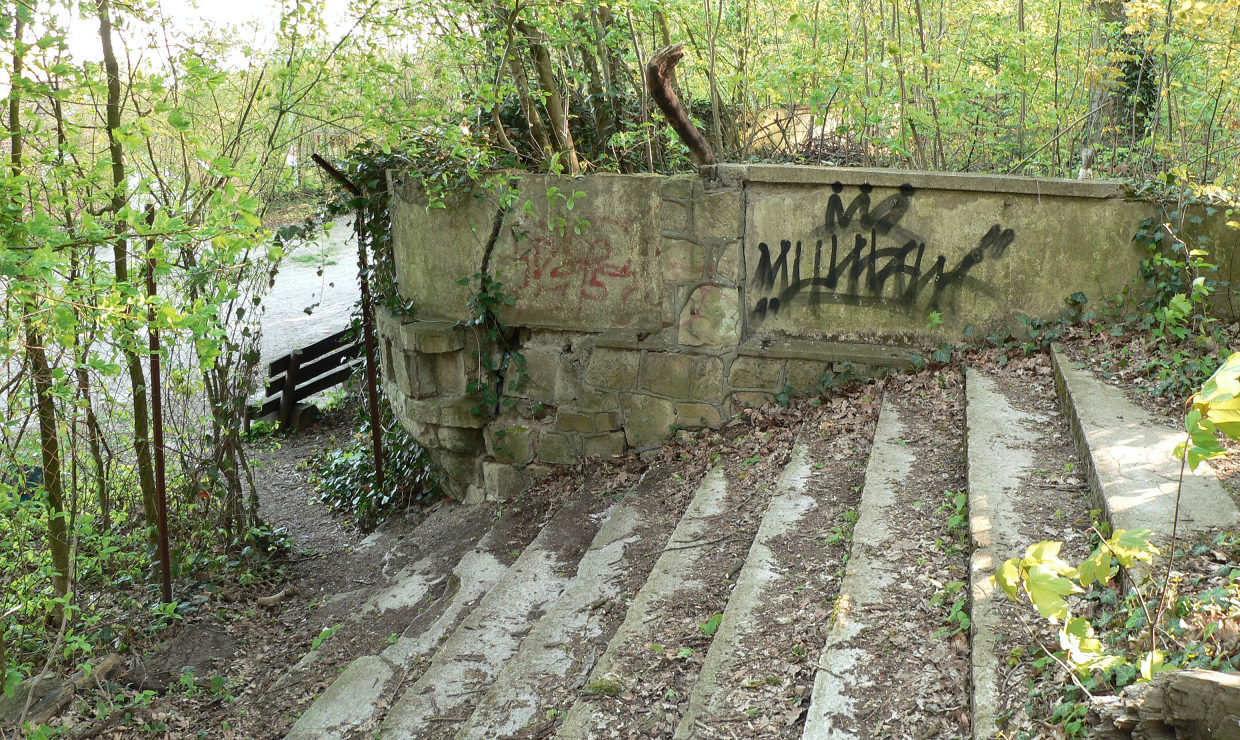
Der Treppenaufgang von innen
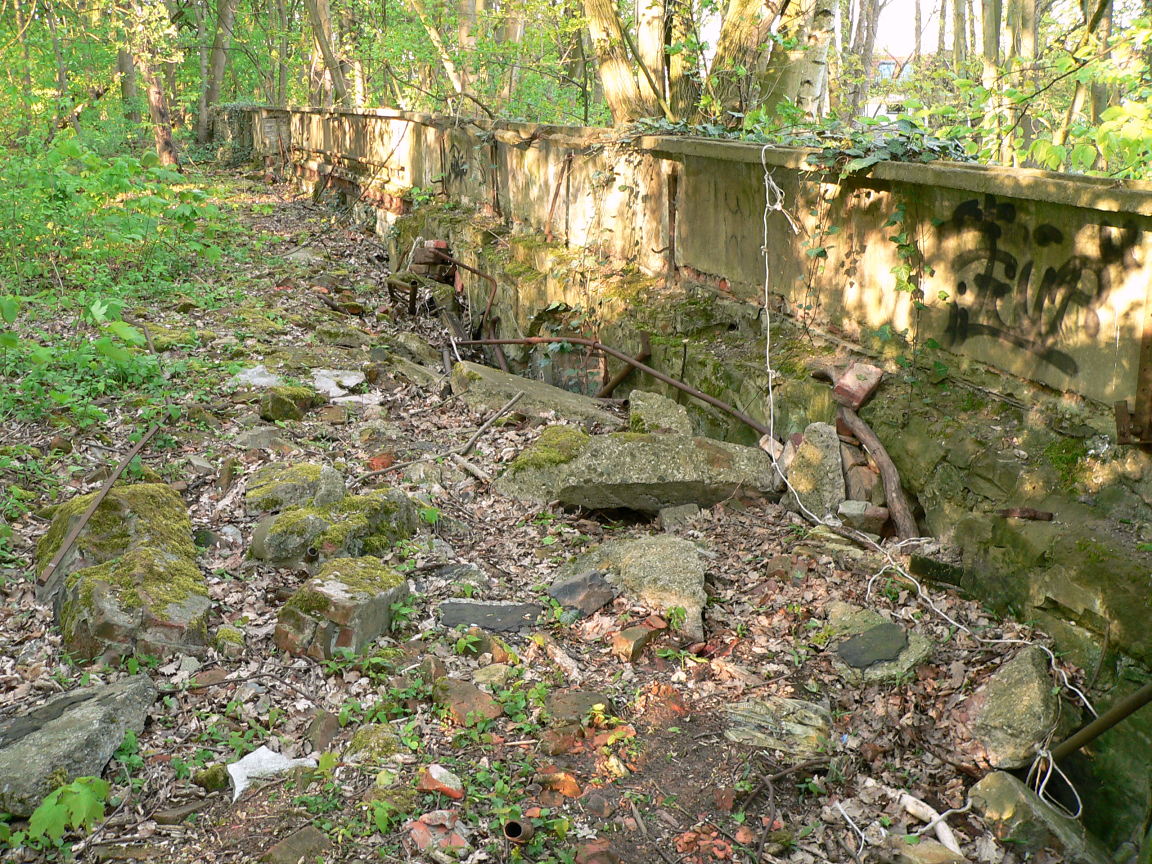
Ruinenreste des Innenraums
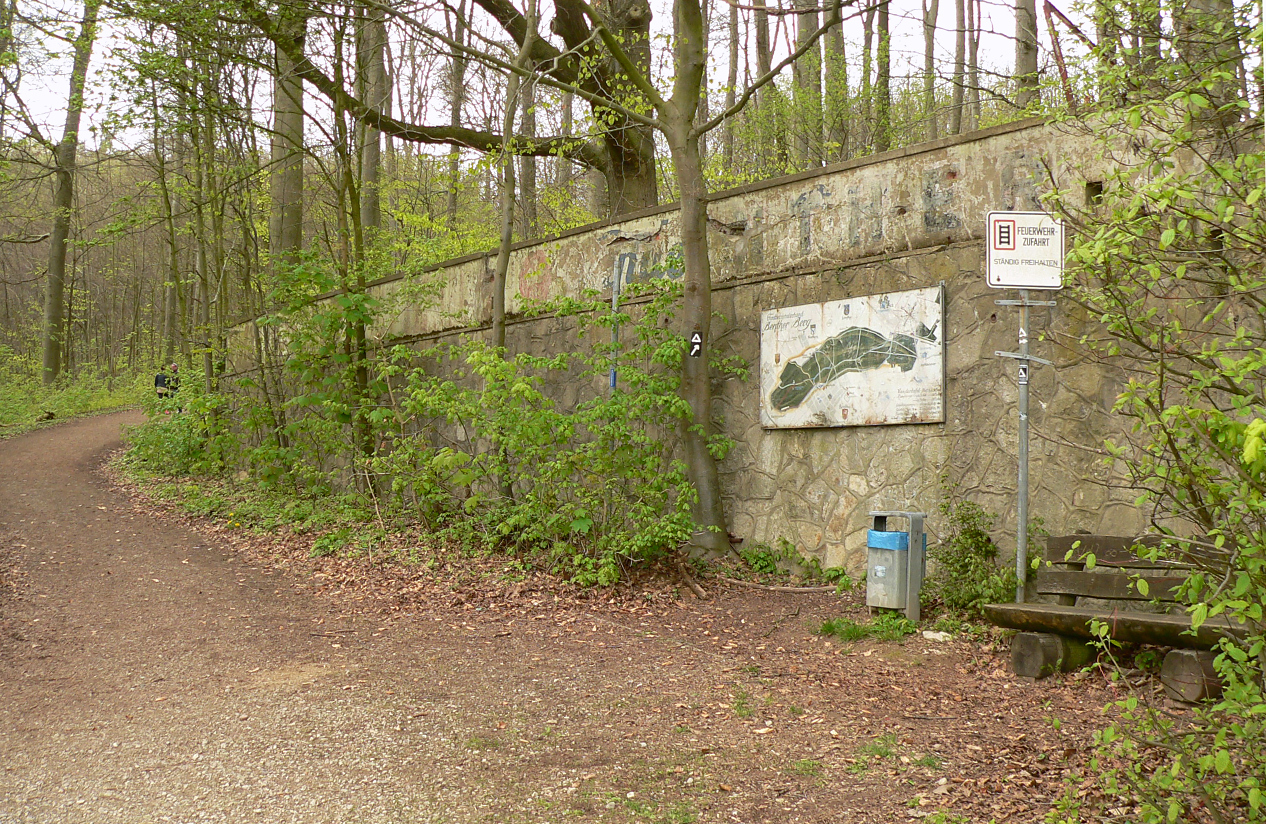
Stützmauer am Hang mit verwittertem Logo der Gilde Brauerei
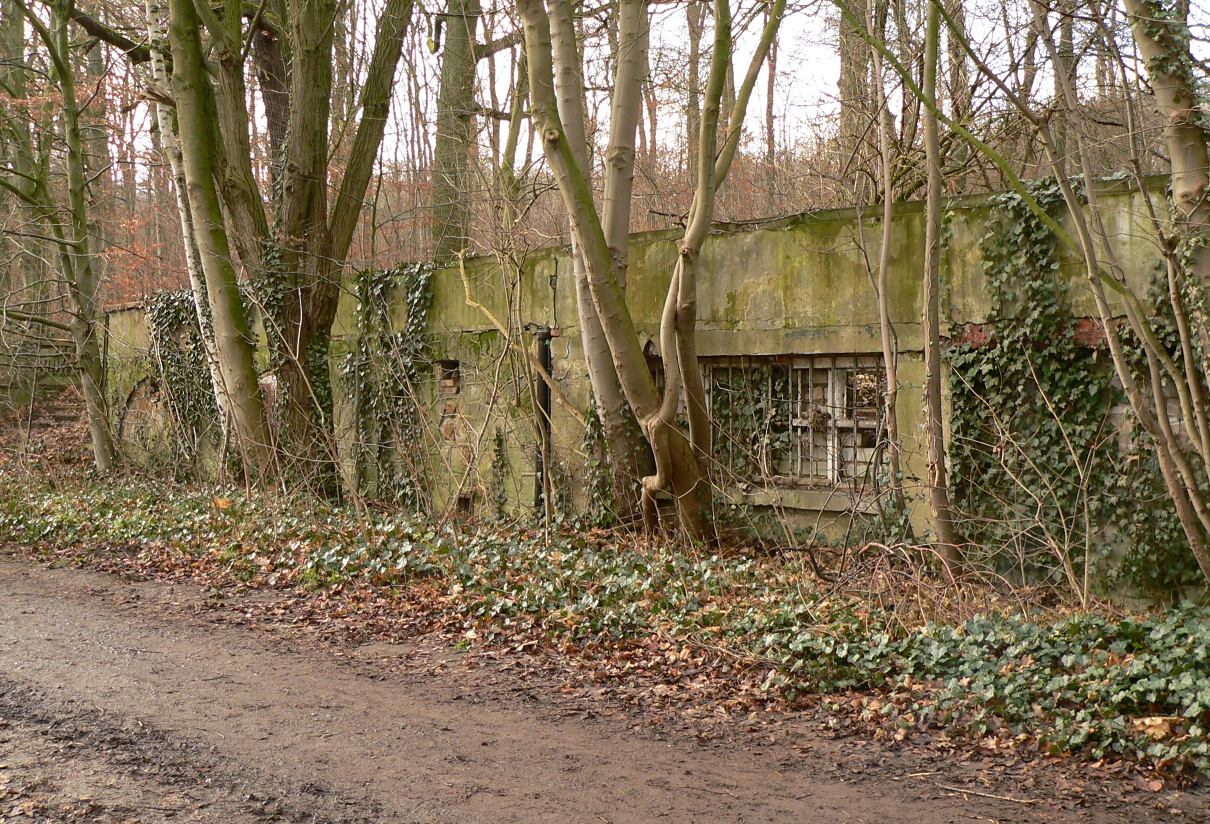
Fassadenmauer mit Fenstern und Ründbögen